# Война «Хлеба и сыра»

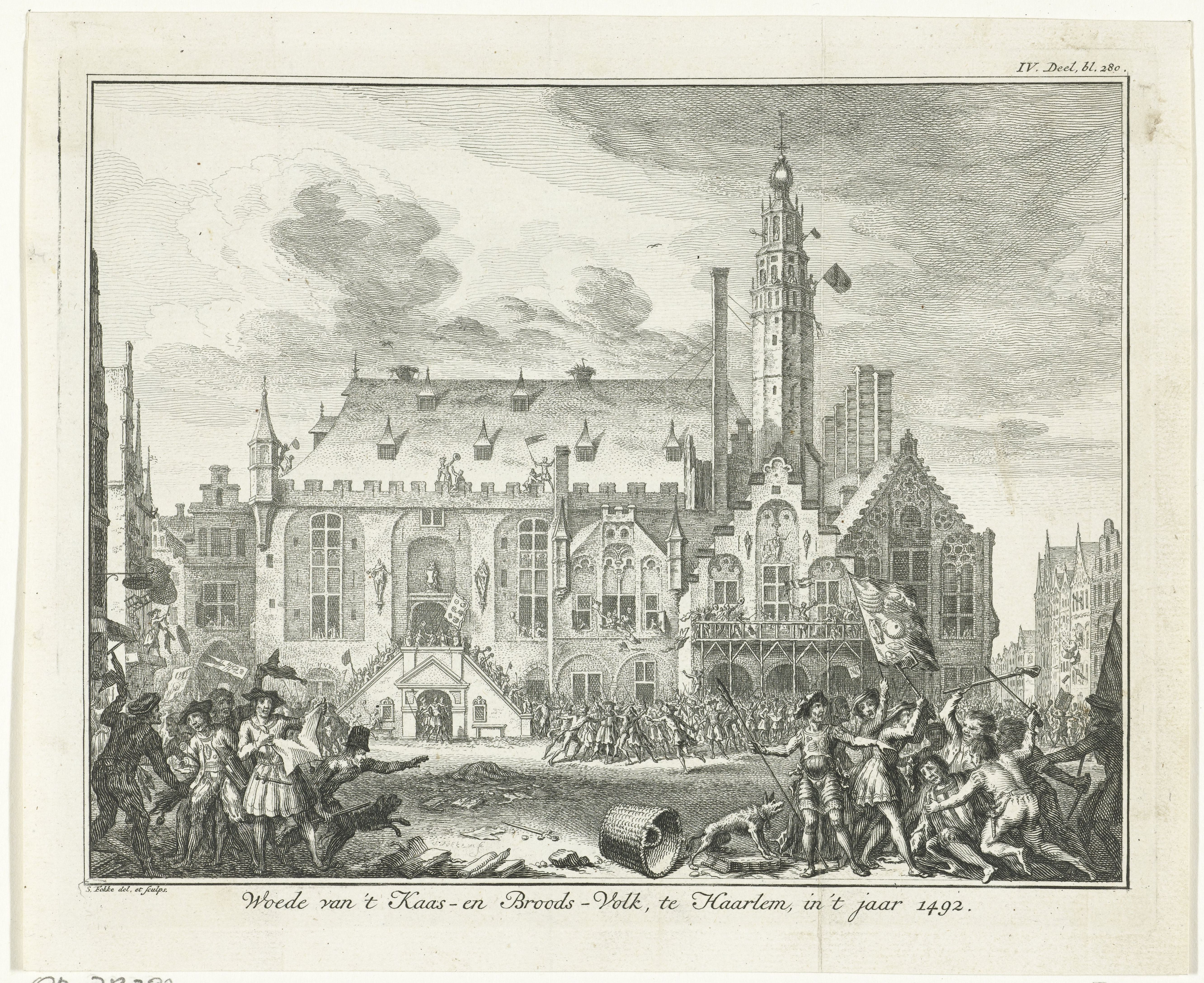
Война «хлеба и сыра» в Харлеме. 1492 год

Война «хлеба и сыра» в Кеннемерланде, (Северная Голландия) — восстание крестьян и рыбаков, произошедшее в 1491—92 годах и вызванное экономическим кризисом, непомерными налогами и порядками, установленными гарнизоном Максимилиана I. Название восстанию дали символы изображенные на знаменах повстанцев.
Крестьяне, поддержанные жителями Хорна, Алкмара и Харлема, захватили эти населенные пункты. Наиболее ненавистные сборщики налогов были убиты. Восставшие взяли приступом и разрушили два замка. Восстание было подавлено войсками генерального статхаудера Альбрехта III, при этом было убито около 200 восставших крестьян.